# Łaska skuteczna
Łaska skuteczna – w teologii zwłaszcza chrześcijańskiej, religioznawstwie i filozofii termin określający łaskę Bożą, rozumianą jako determinujący dar Boga. Działanie Boga, któremu nie można się oprzeć. Łaska skuteczna jest w opozycji pojęciowej do łaski wystarczającej i niektórych koncepcji wolności i wolnej woli.

## Teologia chrześcijańska

### Rys historyczny terminu

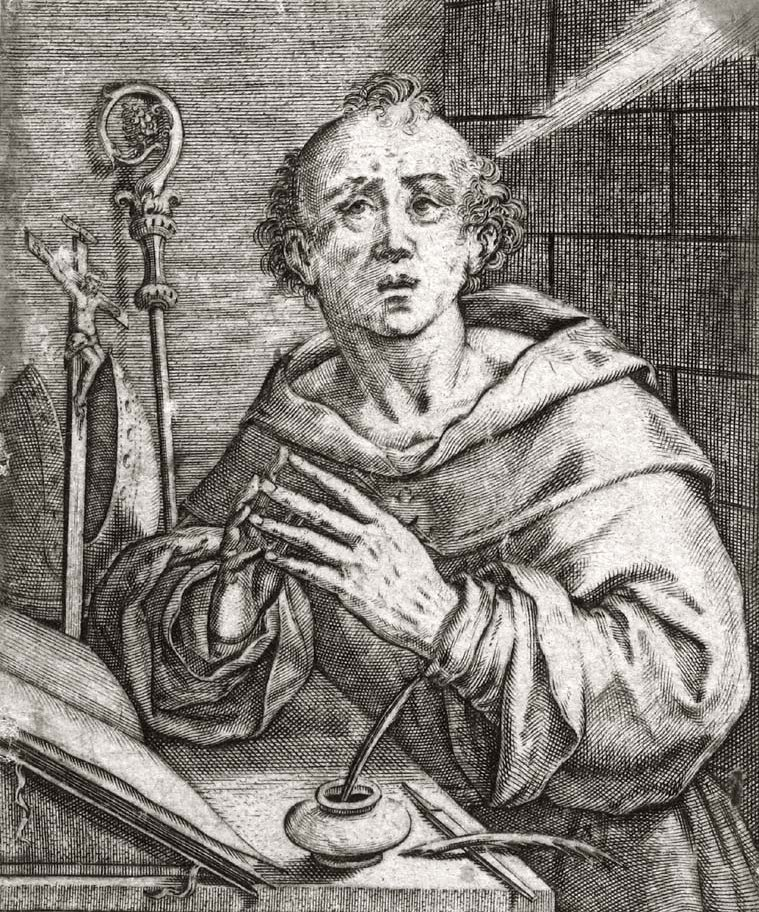
Augustyn z Hippony

Problem skuteczności łaski Bożej był obecny w chrześcijaństwie odkąd pojawiły się pierwsze próby definiowania doktryny, czyli od czasów tzw. Ojców Kościoła.
Pierwszy podstawowy spór w tej materii dotyczył koncepcji łaski przedstawianych przez Pelagiusza i Augustyna. Według koncepcji pelagiańskiej łaska skuteczna była sprzeczna z podstawowym przymiotem człowieczeństwa czyli z wolną wolą. Człowiek przez swoją wolność był najbardziej podobny do swego Stwórcy. Nie mógł więc Bóg narzucić człowiekowi swojej woli przez determinującą łaskę. Łaska była jedynie darem wspomagającym wybór człowieka.
Odwrotną koncepcję miał w tej sprawie Augustyn, według którego człowiek jak i cały wszechświat nie są w stanie ze swojej natury wykonać czegokolwiek sprzecznego z wolą Boga. Wola ta objawia się człowiekowi jako łaska, która uzdalnia człowieka do właściwych wyborów. W takim rozumieniu, łaska Boża staje się zawsze skuteczna.
Na bazie sporu Pelagiusza i Augustyna toczyły się wszystkie późniejsze dyskusje teologiczne dotyczące tej sprawy. Najbardziej znaczące były jednak te, które pojawiły się w czasie reformacji.
Zarzucając Kościołowi katolickiemu zbytnie sprzyjanie pelagianizmowi, reformatorzy protestanccy wśród swoich głównych tez głosili zasadę Sola gratia. Zasada ta ściśle powiązana z teorią predestynacji mówiącą, że jedyną i jedynie skuteczną drogą do zbawienia jest działanie Bożej łaski.
Odpowiedzią Kościoła katolickiego na tę teorię był Dekret o usprawiedliwieniu wydany przez Sobór trydencki (1547).
Na uwagę zasługuje jeszcze spór we wnętrzu samego Kościoła katolickiego, który przeszedł do historii jako De auxiliis, a którego głównymi aktorami były zakony jezuitów (molinizm) i dominikanów (ścisły tomizm). Spór nie rozstrzygnął się na korzyść żadnej ze stron, papież wydał zakaz dalszych publikacji na ten temat. Jednocześnie miał miejsce spór między jezuitami a, uważającymi siebie za najwierniejszych stronników św. Augustyna, jansenistami, który rozstrzygnięto przeciw tym ostatnim.

### Teologia katolicka
W teologii katolickiej łaska Boża nie stoi w sprzeczności z wolnością i wolą człowieka. Łaska jako wolny dar Boga domaga się wolnej odpowiedzi człowieka. Łaska uprzedza ludzkie czyny, ale nie pozbawia człowieka wolnej woli. Dla Boga czas jest trwającą aktualnością, dlatego choć ustanowił wybranych w swojej decyzji uwzględnił wolność człowieka.
Tak więc, każda łaska Boża jest skuteczna o ile zostanie przyjęta przez człowieka.

### Teologia protestancka
Luteranizm przyjmuje, że człowiek nie ma żadnego udziału w pierwotnym nawróceniu; dopiero nowa, odnowiona wola współdziała z Duchem Świętym w jego dalszym działaniu. Równocześnie odrzuca pogląd, według którego człowiek nie jest w stanie przeciwstawiać się działaniu Ducha Świętego i w ten sposób odrzucić zbawczą łaskę.